# Gilles De Wilde (zwemmer)
Gilles De Wilde (2 augustus 1990) is een Belgisch zwemmer gespecialiseerd in de vlinderslag. Hij traint te Gent bij ex-zwemster Carine Verbauwen.   

## Belangrijkste resultaten
| Jaar | Olympische Spelen | WK langebaan  | WK kortebaan  | EK langebaan  | EK kortebaan                                                 |
| ---- | ----------------- | ------------- | ------------- | ------------- | ------------------------------------------------------------ |
| 2010 |                   |               | geen deelname | geen deelname | 20e 50m vlinderslag 30e 100m vlinderslag 8e 4x50m wisselslag |
| 2011 |                   | geen deelname |               |               | geen deelname                                                |
| 2012 | geen deelname     |               | geen deelname | geen deelname | 14e 50m vlinderslag                                          |
| 2013 |                   | geen deelname |               |               | 17e 50m vlinderslag 28e 100m vlinderslag                     |
| 2014 |                   |               | geen deelname | geen deelname |                                                              |
| 2015 |                   | geen deelname |               |               | 13e 50m vlinderslag 38e 100mvlinderslag 12e 4x50m wisselslag |
| 2016 | geen deelname     |               | geen deelname | geen deelname |                                                              |
| 2017 |                   | geen deelname |               |               | geen deelname                                                |
| 2018 |                   |               | geen deelname | geen deelname |                                                              |

## Persoonlijke records
Bijgewerkt tot en met 25 december 2013

### Kortebaan
| Afstand          | Tijd  | Datum           | Plaats |
| ---------------- | ----- | --------------- | ------ |
| 50m vlinderslag  | 23,34 | 9 november 2013 | Gent   |
| 100m vlinderslag | 52,23 | 9 november 2014 | Gent   |

### Langebaan
| Afstand          | Tijd  | Datum       | Plaats    |
| ---------------- | ----- | ----------- | --------- |
| 50m vlinderslag  | 23,86 | 9 Mei 2015  | Antwerpen |
| 100m vlinderslag | 54,13 | 20 Mei 2013 | Antwerpen |